# شرکت نرم‌افزاری

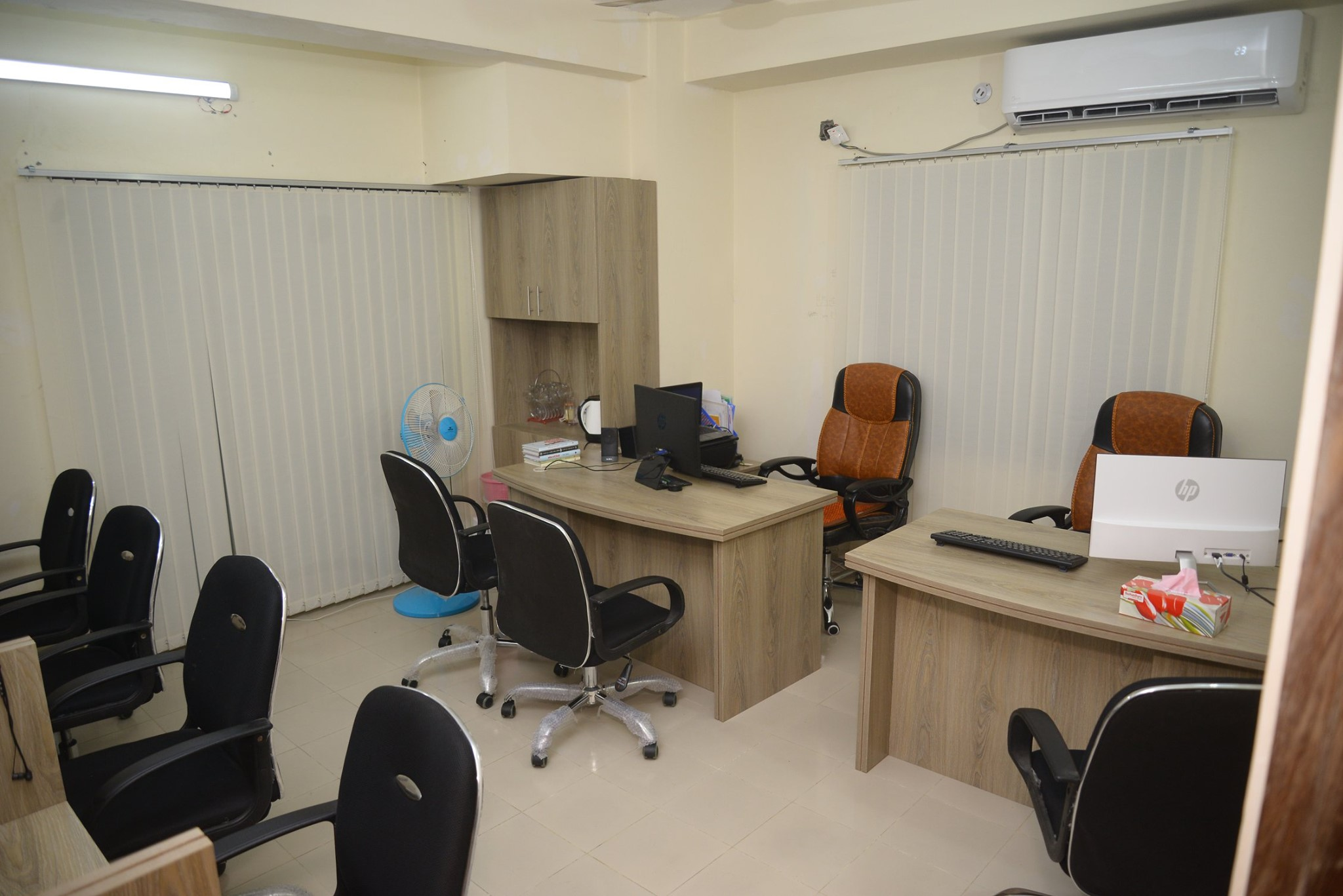
سافت‌غر-آفیس

شرکت نرم‌افزاری (انگلیسی: Software company) یا شرکت نرم‌افزار، شرکتی است که محصولات اصلی آن، انواع مختلف نرم‌افزار و خدمات نرم‌افزاری می‌باشد و اغلب در زمینه تولید، توزیع و توسعه محصولات نرم‌افزاری فعالیت می‌کنند. شرکت‌های نرم‌افزاری، پایه‌های صنعت نرم‌افزار را تشکیل می‌دهند. ساماندهی یک شرکت نرم‌افزاری اغلب نیازمند مهارت‌های مدیریتی تخصصی است که افراد با تجربه می‌توانند این مشکلات سازمانی را به یک مزیت منحصر به فرد برای شرکت‌های نرم‌افزاری تبدیل نمایند. نمونه‌های موفق شرکت‌های تولید نرم‌افزار شامل: مایکروسافت، شرکت اوراکل، ادوبی و اس آ پ می‌باشند و از شرکت‌های ارائه‌کننده خدمات نرم‌افزار نیز می‌توان به گوگل و فیس‌بوک اشاره کرد.